# Nikoletta Lakos
Nikoletta Lakos (ur. 14 grudnia 1978) – węgierska szachistka, arcymistrzyni od 2000 roku.

## Kariera szachowa
Wielokrotnie reprezentowała narodowe barwy na mistrzostwach świata i Europy juniorek w różnych kategoriach wiekowych, pięciokrotnie zdobywając medale: 3 srebrne (Bratysława 1993 – MŚ do 16 lat, Băile Herculane 1994 – ME do 16 lat, Guarapuava 1995 – MŚ do 18 lat) oraz 2 brązowe (Fond du Lac 1990 – MŚ do 12 lat, Szombathely 1993 – ME do 16 lat).
W połowie lat 90. XX wieku awansowała do czołówki węgierskich szachistek, w latach 1997, 2002 i 2005 trzykrotnie zdobyła tytuły mistrzyni kraju, a w 2000 i 2004 w finałowych turniejach zajęła II miejsca. Pomiędzy 1996 a 2004 r. pięciokrotnie (w tym raz na I szachownicy) wystąpiła na szachowych olimpiadach, na każdej z tych olimpiad zespół węgierski zajmował miejsca w pierwszej dziesiątce. Była również trzykrotną (1997, 1999, 2005) uczestniczką drużynowych mistrzostw Europy, w 2005 r. zdobywając złoty medal za indywidualny wynik na V szachownicy. W 2000 r. jedyny raz w dotychczasowej karierze wystąpiła w pucharowym turnieju o mistrzostwo świata, w I rundzie przegrywając z Pią Cramling.
Do sukcesów Nikoletty Lakos w turniejach międzynarodowych należą m.in.:
- dz. I m. w Wiedniu (1996, wspólnie z Günterem Kubą(inne języki)),
- dz. I m. w Budapeszcie (1999, wspólnie z Bengtem Lindbergiem(inne języki), Stefano Tatai i Móniką Grábics),
- dz. II m. w Ostrawie (1999, turniej strefowy, za Coriną Peptan, wspólnie z Martą Zielińską, Joanną Dworakowską i Margaritą Wojską),
- II m. w Tel Awiwie (2001, za Ildikó Mádl),
- I m. w Dos Hermanas (2003),
- dz. I m. w Krku (2003, wspólnie z Evą Repkovą),
- II m. w Ptuju (2003, za Janą Krivec).

Najwyższy ranking w karierze osiągnęła 1 lipca 1997 r., z wynikiem 2415 punktów dzieliła wówczas 15-19. miejsce na światowej liście FIDE, jednocześnie zajmując 4. miejsce (za trzema siostrami Polgár) wśród węgierskich szachistek.